# Carlo Maria Maggi (terrorista)
Carlo Maria Maggi (Villanova del Ghebbo, 29 dicembre 1934 – Venezia, 26 dicembre 2018) è stato un terrorista italiano, componente del gruppo neofascista Ordine Nuovo di cui era referente per il Triveneto.
Con sentenza d'appello del 2015 confermata in Cassazione nel 2017 è ritenuto il mandante della strage di piazza della Loggia del 1974 a Brescia.

## Biografia
Laureato in medicina, esercitò la professione per trent'anni, dalla metà degli anni sessanta, presso l'ospedale geriatrico Giustinian di Venezia e come medico di base nell'isola della Giudecca. Rimase coinvolto in varie inchieste sull'eversione di destra, con l'accusa di essere la mente di alcuni gravi fatti terroristici.

### Attività politica e condanne giudiziarie
Responsabile della cellula veneta di Ordine Nuovo, rientrò nel Movimento Sociale Italiano, insieme a Pino Rauti e alla maggioranza del gruppo dirigente del Centro Studi, nel novembre 1969. In seguito alle vicende giudiziarie fu poi espulso da questo partito. Più volte colpito da ordine d'arresto, venne condannato a dodici anni per reato associativo nel processo per la strage di Peteano (31 maggio 1972), eseguita da Vincenzo Vinciguerra e Carlo Cicuttini, mentre nel 1988 subì una condanna a nove anni per ricostituzione del partito fascista. Venne assolto con sentenza definitiva, dopo una condanna in primo grado all'ergastolo, per la strage di piazza Fontana a Milano (12 dicembre 1969) e per quella alla questura di Milano (17 maggio 1973); era accusato di essere il mandante.
Venne inizialmente assolto, per insufficienza di prove, in primo grado (16 novembre 2010) e in appello (14 aprile 2012) al processo per la strage di piazza della Loggia a Brescia (28 maggio 1974), ma la sentenza venne annullata dalla Cassazione nel 2014. Nel successivo processo d'appello fu condannato all'ergastolo (22 luglio 2015) come mandante, assieme a uno degli esecutori materiali, Maurizio Tramonte. L'orientamento della procura era quello di non incarcerare gli imputati in attesa del ricorso in Cassazione. La condanna all'ergastolo del 2015 fu confermata definitivamente in Cassazione il 20 giugno 2017. Maggi, ottantaduenne e in precarie condizioni di salute a causa di una neuropatia congenita, che negli ultimi decenni lo costrinse sulla sedia a rotelle, non venne arrestato e rimase in detenzione domiciliare.